# سبوج
السَّبُّوج أو السمك الصخري (الاسم العلمي Sebastes)، جنس أسماك بحرية من شائكات الزعانف وفصيلة الجلاخيات. أنواعه المعروفة نحو 109 جميعها من أسماك بحار المناطق الباردة والمعتدلة الحرارة. أجسامها متوسطة القد وصغيرة. سهفها مبراشي الشكل، شائك العقصة. زعانفها الظهرية مستطيلة تتميز بشعاعها الشائك الأطراف. أثوابها زاهرة الألوان الزاهية.